# Orezza
Pour les articles homonymes, voir Orezza (homonymie).
Orezza (en corse : Orezza [ɔˈrɛttsa]) est une ancienne piève de Corse. Située dans le nord-est de l'île, elle relevait de la province de Bastia sur le plan civil et du diocèse d'Aléria sur le plan religieux.

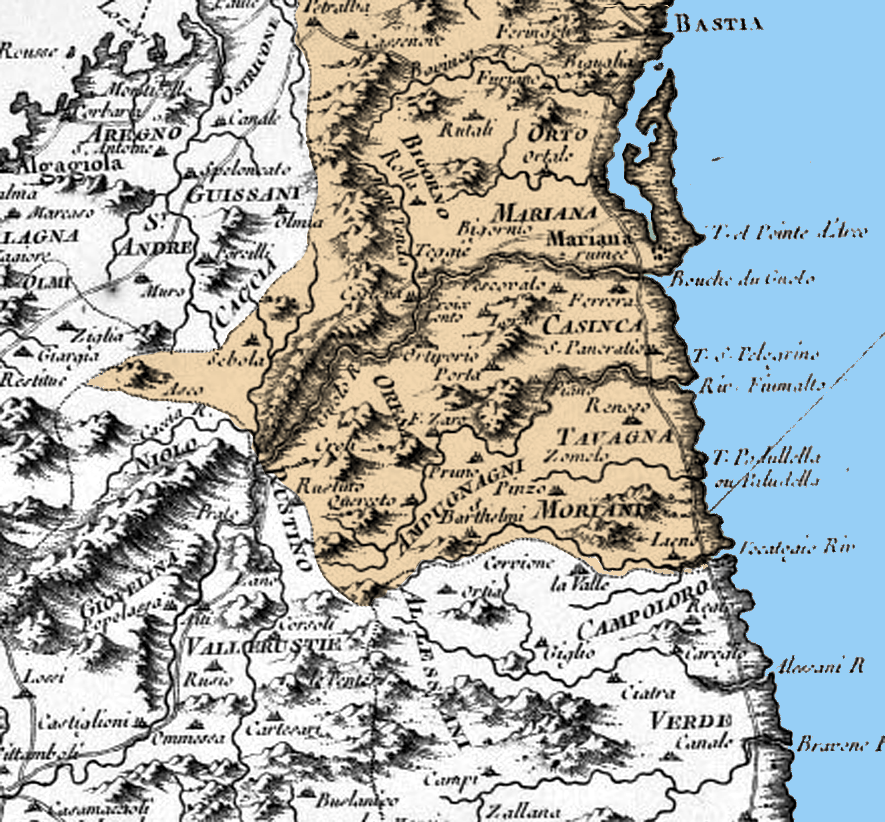
Orezza sur la carte de l'isle de Corse de Bellin 1764

## Géographie
Orezza (Oresa en génois), était une pieve qui comptait environ 5 000 habitants vers 1520. Elle était l'une des pievi qui composent la Castagniccia, région de la châtaigneraie qui couvre les anciennes pièves d’Orezza, Alesani, Vallerustie, Ampugnani, Rostino, Casacconi, et partie des pievi environnantes.

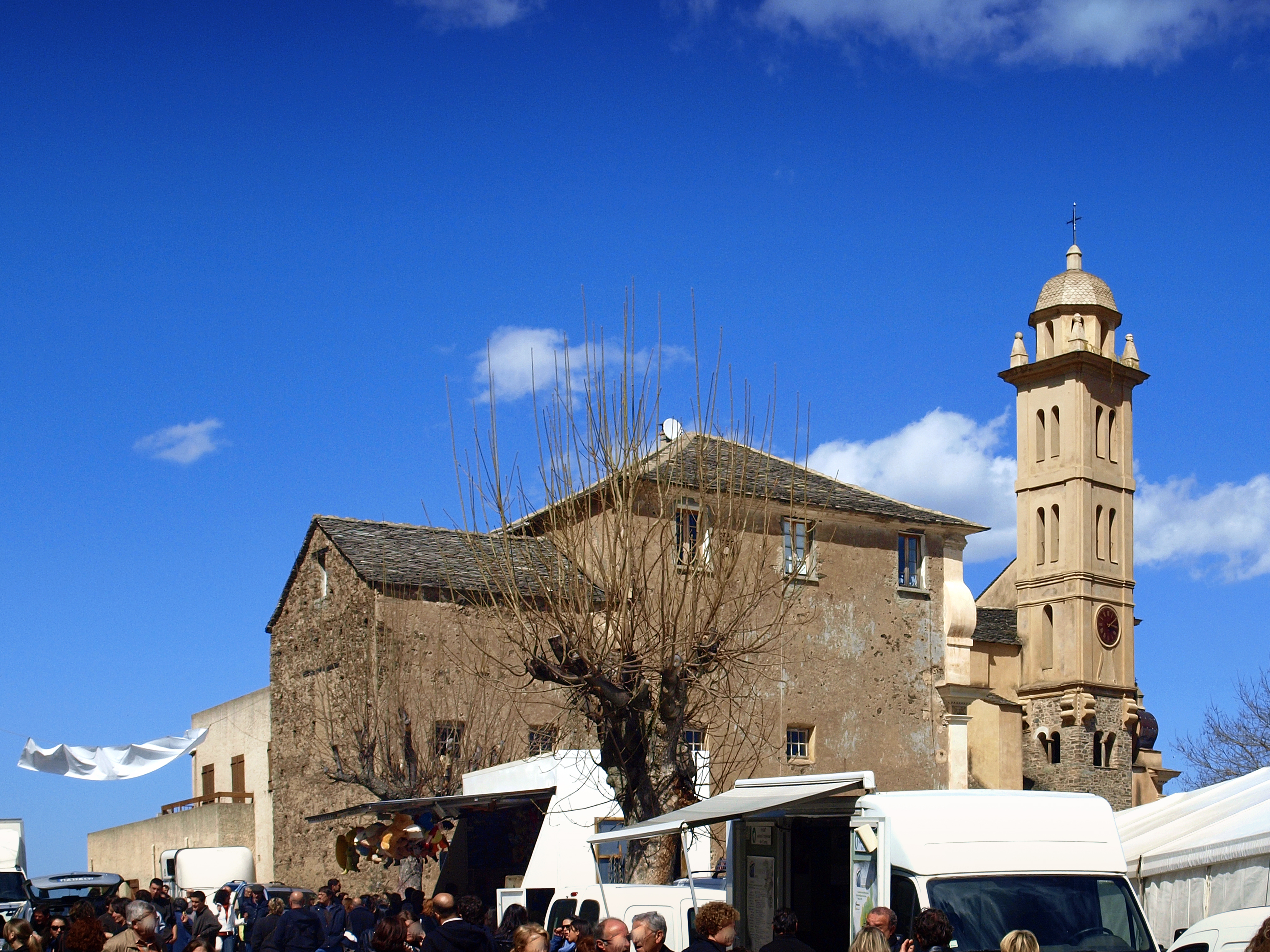
Église Saint-Pierre-et-Saint-Paul de Piedicroce

Orezza a pour pièves limitrophes :
Elle se compose des communes de :
- Campana ;
- Carcheto-Brustico ;
- Carpineto ;
- Monacia-d'Orezza ;
- Nocario ;
- Parata ;
- Piazzole ;
- Piedicroce ;
- Piedipartino ;
- Pie-d'Orezza ;
- Rapaggio ;
- Stazzona ;
- Valle-d'Orezza ;
- Verdèse.

Vers 1520, la piève d'Oreza comptait environ 5 000 habitants. Elle avait pour lieux habités : la Campana, la Ponticagia, lo Fossato, le Bulianache, le Celle, lo Poggiolo, Nocario, Acqua Fredola, lo Zuccarello, l’Erbagio, lo Petricagio, le Verallese, Campo Rotundo, Campo Donico, Siliura, lo Pigiale, lo Pè di Oreza, Pozolo, la Casalta, Piano, lo Pèdelaciore, la Fontana, le Duchelagie, lo Satoio, Patrimonio, Pastorechia, Stazone, le Piazole, le Ghilardagie, le Francolachie, lo Pastino, Osto, le Pichiaragie, Casabuona, Marmurio, lo Pogile, Casinegri, lo Gallico, la Casanova, la Penra buona, la Parata, lo Pogio, lo Pè di Petro, Tramica, le Pogie, Rapagio, Granagiolle, l’Olmo, Carpineto, Posatoio, Brosteco, lo Colle, Carcheto, lo Sorbello, lo Castello, lo Pè di Albertino, le Maistragie.

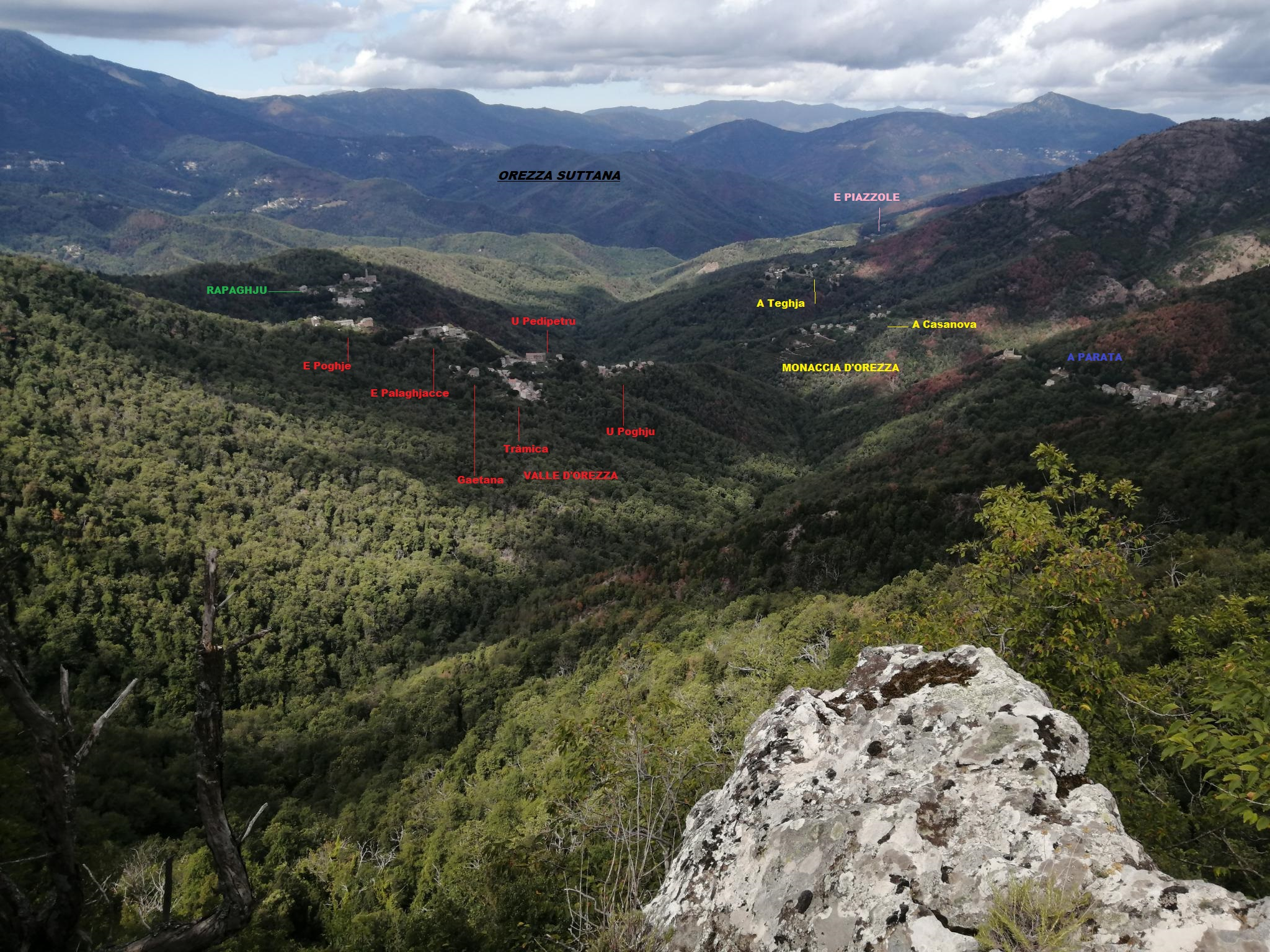
Le canton d'Orezza est composé de deux entités géographiques distinctes : Orezza Suprana et Orezza Suttana...

La pieve d'Orezza peut se diviser en deux parties : Orezza Suprana (Campana, Carchetu-Brusticu, Carpinetu, Nucariu, Pedicroce, Pedipartinu, Ped'Orezza, Stazzona, Verdese) et Orezza Suttana (Monacia d'Orezza, Parata, Piazzole, Rapaghju, Valle d'Orezza)

## Histoire
En 1092 l'archevêque Daibertus évêque de Pise est nommé par le pape Urbain II, métropolitain-suzerain des 6 diocèses corses : Nebbio, Mariana, Accia, Sagone, Ajaccio et Aleria.
En 1133, Gênes obtient du pape Innocent II les diocèses de Nebbio, Mariana et Accia, Pise conservant Sagone, Ajaccio et Aléria.
Après la bataille navale de Meloria (1284) qui voit la défaite des Pisans, Gênes s'empare de la Corse.
Aux XIIIe et XIVe siècles, le « Deçà des Monts » était dominé par le château de Petralerata, la toute puissante famille Cortinco, l'une des plus grandes seigneuries de l'île. Le fief comptait une douzaine de castra et couvrait toute la Castagniccia et même quelques pièves situées au-delà du Tavignano. 
À la mort de Guglielmo Cortinco, les fils étaient maîtres de tous les pays qu'avait possédés leur père. Trois familles cependant, qui avaient grandi dans la piève d'Orezza, à Piè della Croce, Piè d'Albertino et Castello, ne leur rendaient plus qu'une obéissance précaire.
En 1289, les Cortinchi prêteront le serment de fidélité à Luchetto d'Oria envoyé sur l'île par la république de Gênes avec le titre de Vicaire Général.
En 1297, le pape Boniface VIII crée le royaume de Sardaigne et de Corse, concédé en zone inféodée à la couronne d'Aragon.
En 1347, la Corse devient génoise. 
En 1358, a lieu une révolte populaire dirigé par Sambucucciu d'Alandu. Tous les seigneurs sont chassés de leur fief, leurs châteaux détruits. Ils sont remplacés par des Caporali.
Historiquement, Orezza était la pieve la plus riche et la plus peuplée de Corse. Elle appartenait au pays qui était appelé « les Cinq Pièves », qui sont Vallerustie, Orezza, Ampugnani, Rostino et Casacconi.
Durant les neuf années de son second séjour dans son diocèse (1522-1531), Mgr Agostino Giustiniani, évêque de Nebbio, la décrivait ainsi :

« Puis vient la piève d'Orezza qui est très étendue et ne contient pas moins de mille feux répartis en cinquante-huit villages dont les plus connus sont la Campana et Piè d'Albertino, parce que c'est là qu'habitent les chefs de parti de la piève. Il y a aussi à Orezza un couvent de Frères Mineurs. Ce pays est couvert de châtaigniers. Il n'y a pas longtemps que les habitants ont commencé à les greffer pour en améliorer les fruits, ce qui ne se pratique nulle part ailleurs dans l'île. C'est même une nécessité pour eux, car ils ne vivent guère que du produit de leurs châtaigniers. Les hommes de cette piève sont industrieux ; ils s'occupent à vendre des étoffes de laine, de lin, des chaussures, et à faire quelques autres petits négoces de ce genre. Il y a aussi parmi eux de bons soldats, comme dans les autres pays de l'île. »

— Mgr Agostino Giustiniani in Description de la Corse, traduction de Lucien Auguste Letteron in Histoire de la Corse – Tome I - 1888. p. 39
Sur les cartes de Corse éditées au début du XVIIIe siècle (l'écriture était génoise), Orezza s'écrivait Oresa.

Sur celle du cartographe-éditeur Seuter éditée la première fois en 1700, on lit que cette région « di qua dalli monti » était occupée par le peuple des Licmini (Licnini) et se trouvait dans le diocèse d'Accia.

### La pieve civile

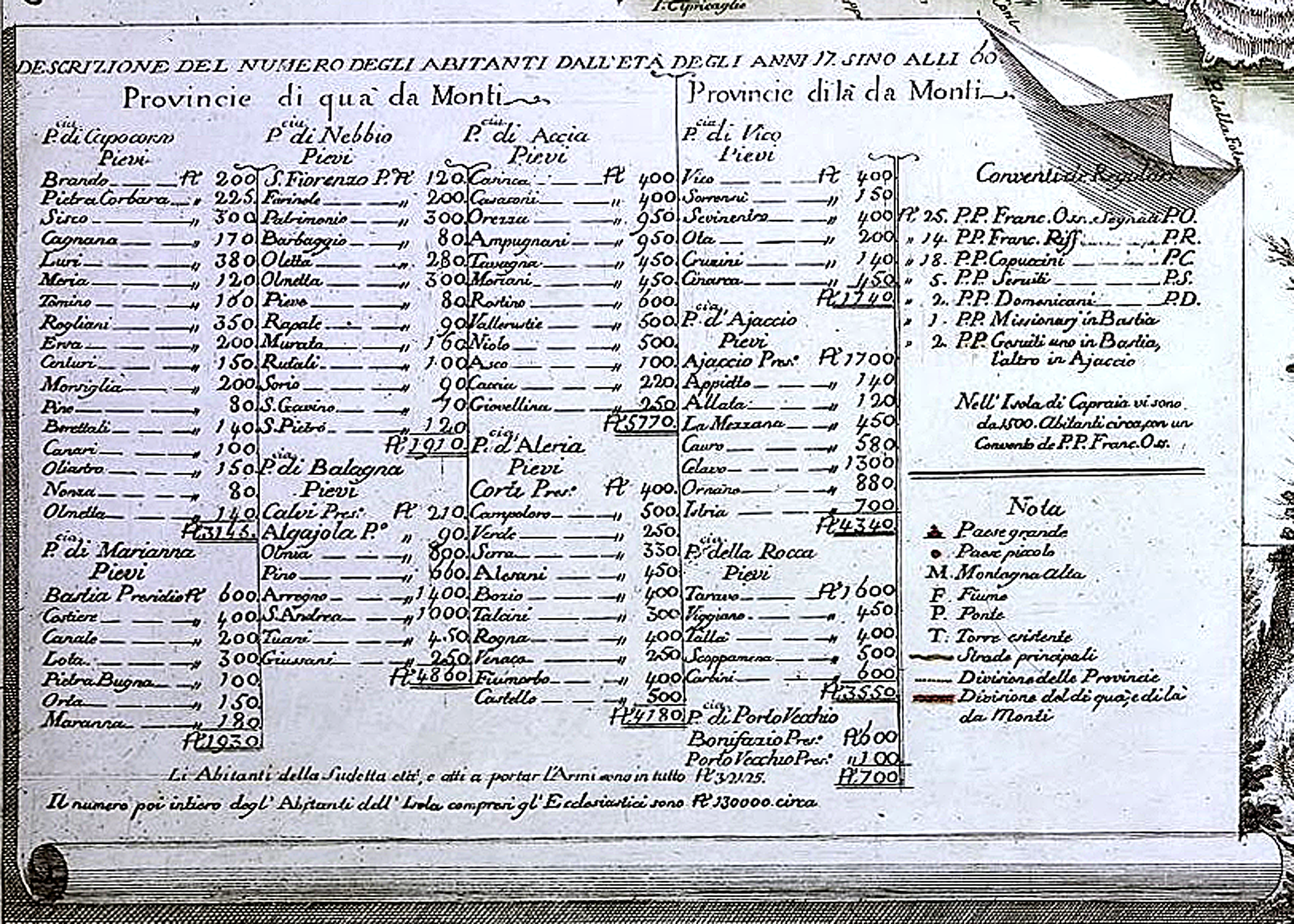
Extrait de la Carta dell'Isola di Corsica par Domenico Policardi (1769).

Au XVIe siècle, Orezza se trouvait dans la province de Bastia, dans le ressort de sa juridiction civile.
Au XVIe siècle, l'organisation judiciaire en Corse comprenait le « Syndicat », une sorte de tribunal suprême à fonctions diverses. Celui de l'En-deçà-des-monts, était composé de « syndics » : deux Génois plus six membres corses élus à raison de deux par terziero ; leur compétence s'étendait aux juridictions de Bastia, Corte et Aléria. « Mais on ne tarda pas à supprimer les syndics insulaires, de sorte que bientôt les représentants de Gênes purent seuls faire partie du Syndicat ».
Au début du XVIIIe siècle, la pieve d'Orezza comprenait les lieux habités suivants : « Tramica con 4 ville 299. Piazzale con 2. 275. Piè della Croce 374. Rapagio, e Grana : 156. Erbagio 163. Parata 115. Querrino 110. Pastorecchia 98. Fontana 57. Bustico, e Colle125. Carpineto con 3 ville 319. Piè d’Opartino 168. Uerdese, e Fossato 222. Nocaria 84. Campodenico 85. Stazzona 165. Piè d’Orezza 213. Carcheto, Castello, e Sorbello 441. Campana, e Casanova 163 ». 
Sur la Carta dell'Isola di Corsica,  de Domenico Policardi (1769), Orezza se situe dans la province d'Accia. 
Le 30 janvier 1735, c'est à Orezza que des représentants corses proclament l'indépendance de l'île et rejettent la souveraineté génoise. La constitution du Royaume de Corse est proclamée, mais les rebelles ne trouvent pas de roi.
La pieve d'Orezza devient en 1789, le canton de Piedicroce.

### La piève religieuse

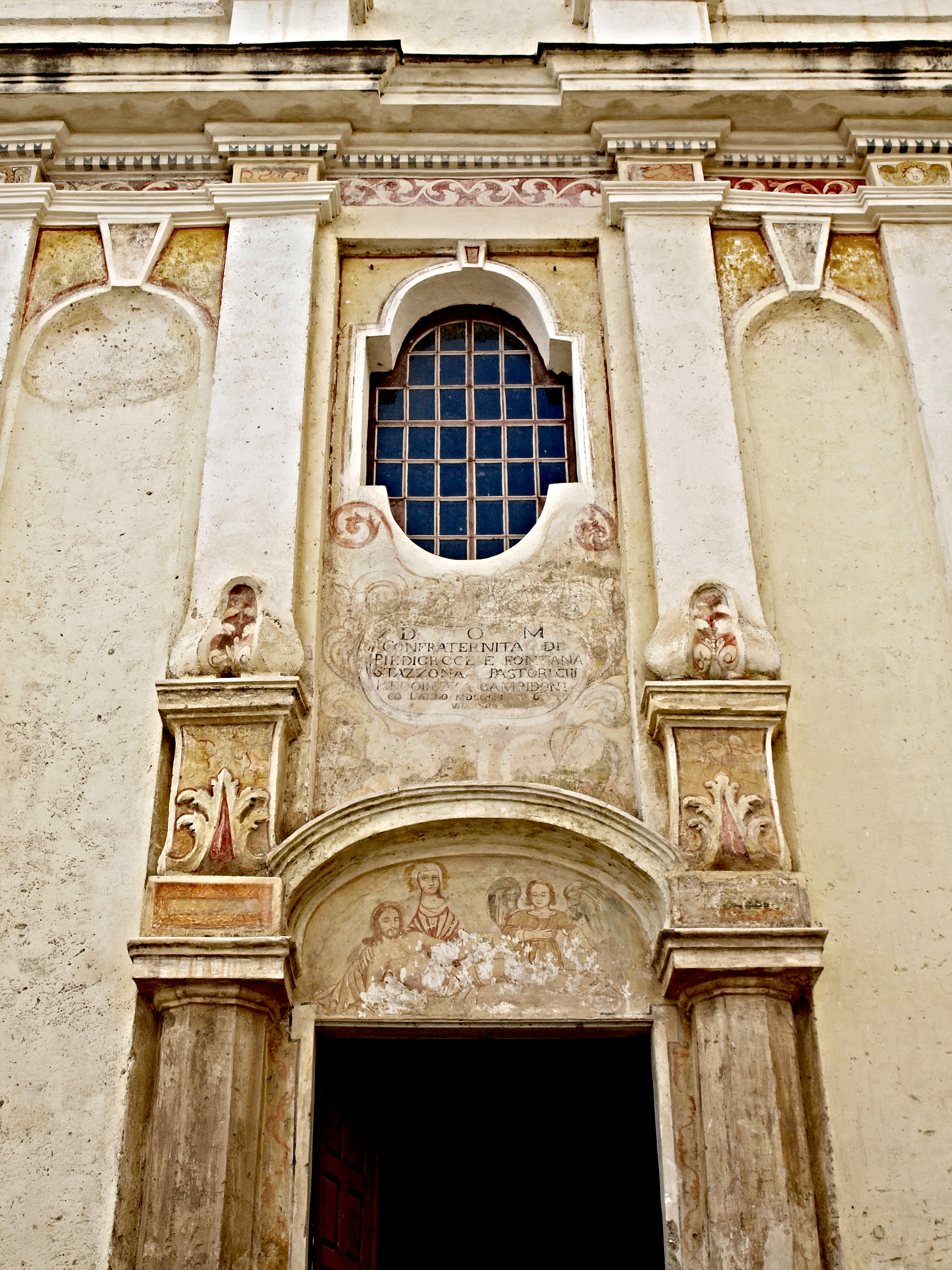
Entrée de l'église et ses décors

Au XVIe siècle, Orezza relevait de l'autorité de l'évêque d'Aléria en résidence à Cervione. 
L’abbé Francesco Maria Accinelli à qui Gênes avait demandé une estimation des populations de Corse, avait rédigé un texte manuscrit en langue italienne à partir des registres des paroisses, dans lequel il a écrit :  « Il Vescouato di Alleria, che è il più di tutti pingue hà 2000 Scudi d’oro di entrata e contiene 19 pieui : Giovellina, Campoloro, Verde, Opino, Serra, Bozio, Allessani, Orezza, Vallerustie, Tralcini, Venaco, Rogna, Corsa, Covasina, Castello ò sia Vivario, Niolio, Carbini et Aregno in la Balagna. L’Ughelli però dice (Ital.Sacr.Tom.III) contenere la sua Diocesi 60 parochie con 14 conventi di Frati ».
Il rapportait aussi : « Contigua à questa (pieve d'Ampugnani) in poche miglie di salita è la pieve d’Orezza, che confina à mezzogiorno con quelle d’Allesani, e di Vallerustie : fà 3826 abitanti con 58 villaggi frà questi i principali sono Tramica, Piazale, Piè della Croce, Rapagio, Grana, Erbaggio, Parata, Querrino, Pastorechia, Fontana, Bustico, Colle, Carpineto, Verdese, Fossetto, Piè d’Opartino, Nocaria, Campodenico, Stazzona, Piè d’Orezza, Carcheto, Castello, Sorbello, Campana, e Casanova ; in questa Pieve evvi un monastero di Frati minori. ».
La piève d'Orezza se situe dans le diocèse d'Aléria, siège d'un tribunal en matière ecclésiastique. Il en existait cinq à l'époque de Morati, : Bastia, Aléria, Ajaccio, Nebbio, Sagone.
Pour cause d'insécurité sur la côte où les Barbaresques effectuaient de fréquentes razzias, l'évêque d'Aléria demeurait à Cervione dont l'église Saint-Erasme a été une cathédrale de 1558 à 1789, soit jusqu'à la Révolution.

#### L'église piévane
L'église piévane, piève ou piévanie d'Orezza était dédiée à saint Pierre et saint Paul (San Petru è San Paulu) et située à Piedicroce d'après Geneviève Moracchini-Mazel . Elle correspond à l'église actuelle, datée de 1691 et classée Monument historique en 1976 qui a été agrandie et modifiée.

### Organisation paroissiale
Le découpage paroissial est resté stable du XVIe siècle jusqu'à la fin du XVIIIe siècle avec une division en 4 paroisses :
- San Michele à Nocario ;
- San Pietro à Piedicroce ;
- Santa Margherita à Carcheto ;
- San Mamiliano à Monacia.

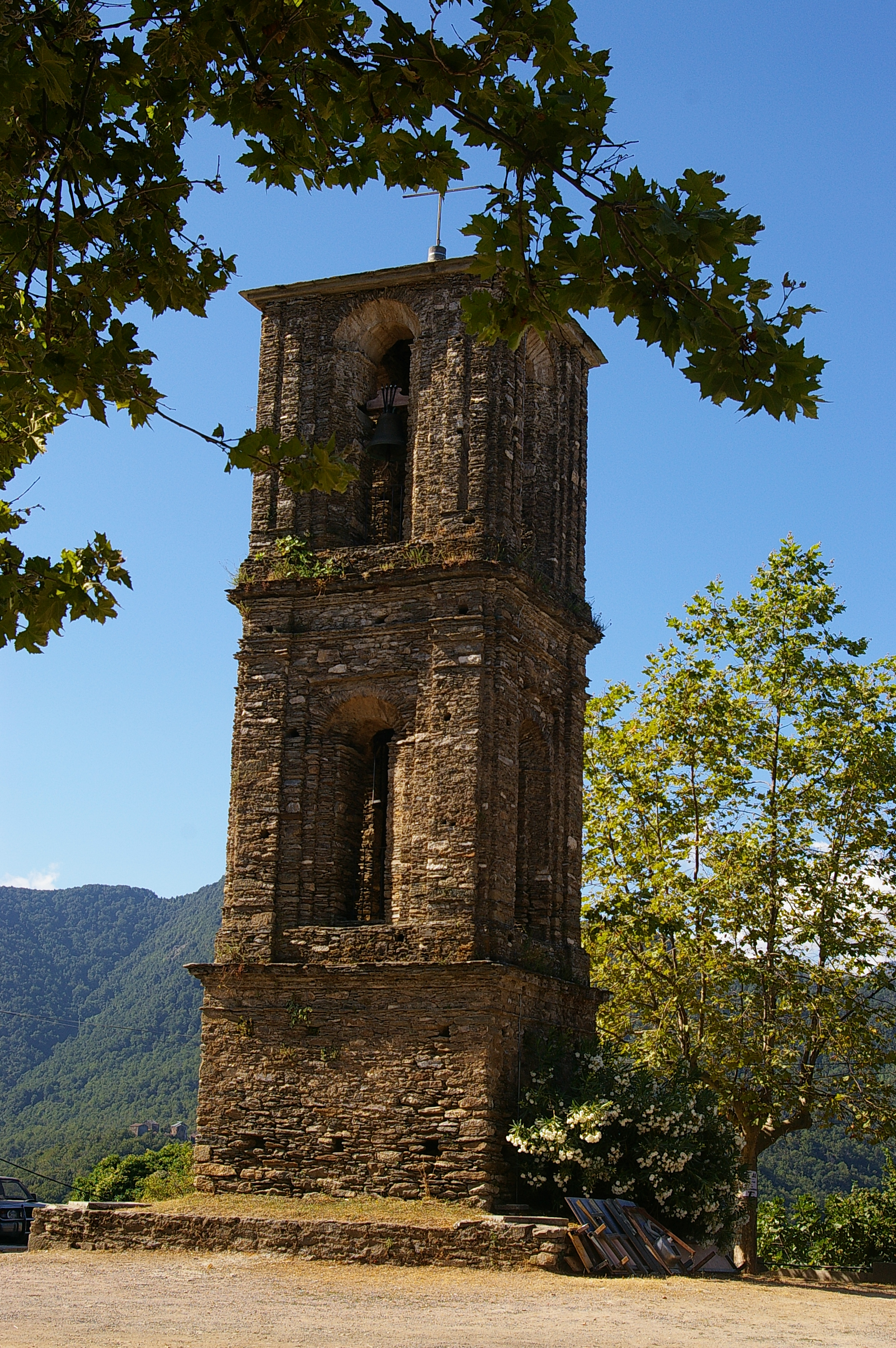
Église Saint-Mamilien de Monacia.
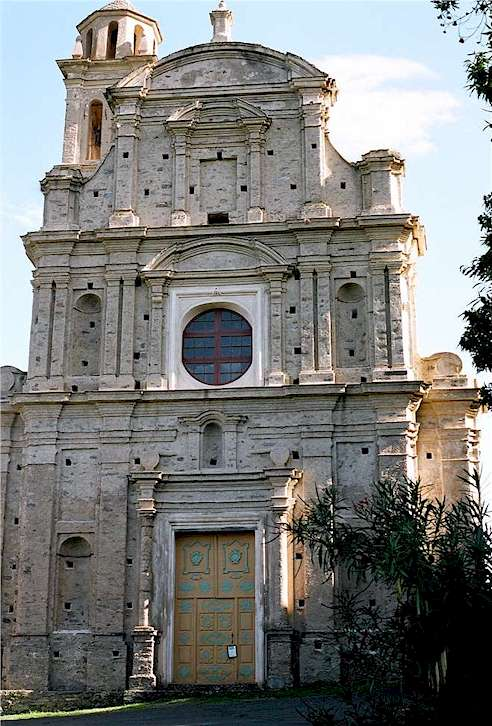
Église Sainte-Marguerite de Carcheto.
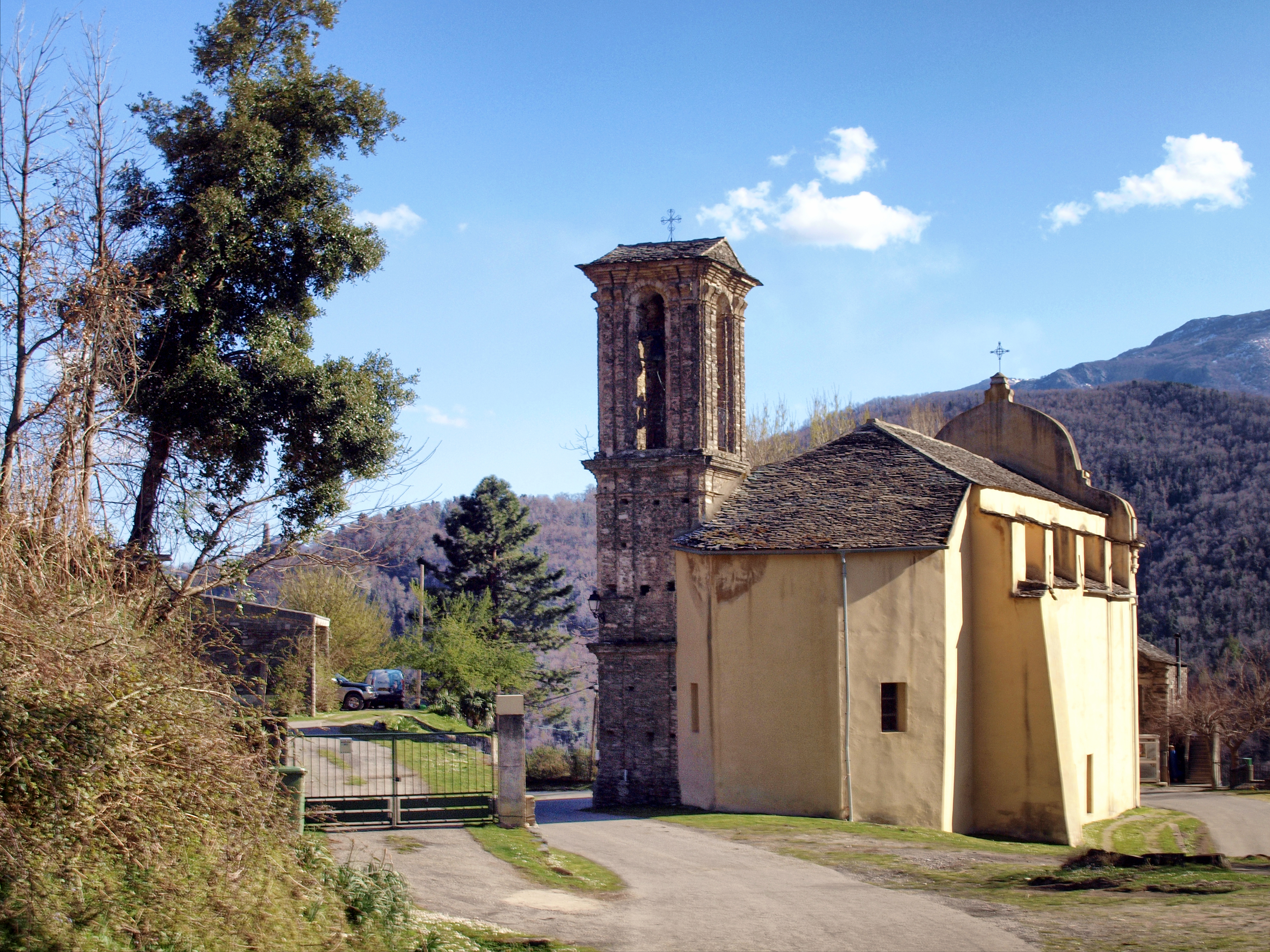
Église Saint-Michel de Nocario.
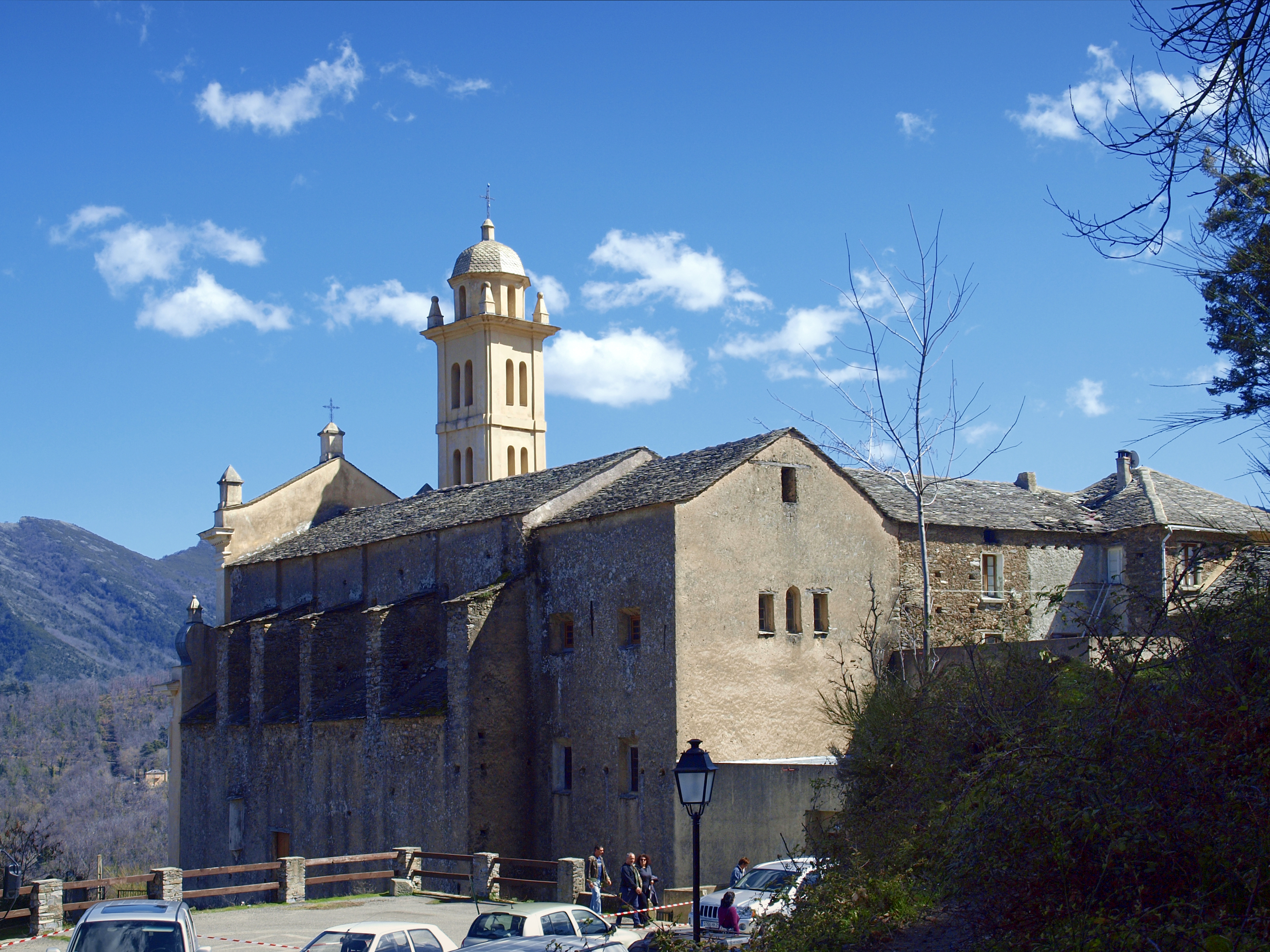
Église Saint-Pierre-Saint-Paul de Piedicroce.

Le territoire du vicariat forain d'Orezza demeura inchangé jusqu'à la Constitution civile du clergé en 1790 après l'arrivée des Français.
Lors de la réorganisation ecclésiastique consécutive à l'instauration du régime concordataire de 1801, la cure cantonale fut maintenue à Piedicroce. À la suite de la suppression du diocèse d'Aléria, les paroisses d'Orezza furent rattachées au diocèse d'Ajaccio, tout comme l'ensemble des paroisses de la Corse. Cette réorganisation vit également l'éclatement des quatre paroisses traditionnelles de la piève avec la constitution des dix nouvelles paroisses suivantes :
- Campana et Verdèse par démembrement de Nocario ;
- Piedipartino, Pie-d'Orezza et Stazzona par démembrement de Piedicroce ;
- Brustico et Carpineto par démembrement de Carcheto ;
- Piazzole, Rapaggio et Valle par démembrement de Monacia.

Le nombre de paroisses fut enfin porté à quinze en 1845 avec la création de la paroisse de Parata démembrée de Monacia.